# Phạm Đình Nghị
Phạm Đình Nghị (sinh năm 1965) là một chính khách Việt Nam. Ông nguyên là Phó Bí thư Tỉnh ủy, Chủ tịch Ủy ban nhân dân tỉnh Nam Định khóa XVIII, nhiệm kỳ 2016–2021.

## Lý lịch và học vấn
Phạm Đình Nghị sinh ngày 8 tháng 11 năm 1965, quê quán xã Nam Hồng, huyện Nam Trực, tỉnh Nam Định;
Trình độ: Thạc sĩ kinh tế, Cử nhân chính trị.

## Sự nghiệp
Trước khi được bầu làm Chủ tịch Ủy ban nhân dân tỉnh Nam Định, ông Nghị từng giữ các chức vụ: Giám đốc Sở Tài chính tỉnh Nam Định, Chủ tịch Ủy ban nhân dân thành phố Nam Định, Bí thư Thành ủy Nam Định.
Chiều ngày 24/9/2015, Đại hội đại biểu Đảng bộ tỉnh Nam Định lần thứ XIX, nhiệm kỳ 2015 - 2020 đã bầu Phạm Đình Nghị giữ chức Phó Bí thư Thường trực Tỉnh ủy.
Ngày 28/10/2015, tại kỳ họp thứ 15 (bất thường), Hội đồng nhân dân tỉnh Nam Định khóa XVII đã bầu ông Phạm Đình Nghị giữ chức Chủ tịch Ủy ban nhân dân tỉnh Nam Định nhiệm kỳ 2011-2016, thay ông Đoàn Hồng Phong, với kết quả 54/56 phiếu tán thành đạt tỉ lệ 96,4%.
Ngày 16/6/2016, Hội đồng nhân dân tỉnh Nam Định khóa XVIII, nhiệm kỳ 2016-2021 tổ chức kỳ họp thứ nhất bầu Phạm Đình Nghị tái đẵ cử Chủ tịch Ủy ban nhân dân tỉnh Nam Định nhiệm kỳ 2016- 2021.
Ngày 25/9/2020, ông Phạm Đình Nghị, Chủ tịch UBND tỉnh được bầu tái cử chức danh Phó Bí thư Tỉnh ủy khóa XX.
Ngày 30/11/2022, Uỷ ban KTTW quyết định thi hành kỷ luật bằng hình thức khiển trách đối với ông Phạm Đình Nghị